# (38325) 1999 RD128
1999 RD128 (asteroide 38325) é um asteroide da cintura principal. Possui uma excentricidade de 0.09258660 e uma inclinação de 2.43334º.
Este asteroide foi descoberto no dia 9 de setembro de 1999 por LINEAR em Socorro.